# Pedicularis cernua
Pedicularis cernua är en snyltrotsväxtart. Pedicularis cernua ingår i släktet spiror, och familjen snyltrotsväxter.

## Underarter
Arten delas in i följande underarter:
- P. c. cernua
- P. c. latifolia